# Viktor Troicki
Viktor Troicki /ˈtrɔɪtski/ (Belgrad, Iugoslàvia, 10 de febrer de 1986) és un jugador de tennis serbi retirat.
En el seu palmarès consten tres títols individuals i dos de dobles masculins del circuit ATP, arribant a ser el número 12 del rànquing l'any 2011. Va ser membre freqüent de l'equip serbi de Copa Davis, competició en la qual va guanyar el darrer partit de la final de 2010 que va permetre a Sèrbia guanyar el seu únic títol de Copa Davis. Amb l'equip serbi també va guanyar l'edició inaugural de l'ATP Cup (2020), i va esdevenir el primer tennista de la història en guanyar les tres competicions per equips més importants juntament amb la Copa del món de tennis (2009).
Va ser sancionat a un any d'inhabilitació entre les temporades 2013 i 2014 a causa d'un positiu en un control antidopatge.

## Biografia
Fill d'Aleksandar i Mila. Els seus avis paterns van emigrar de Tver i Rostov del Don (Rússia) cap a Sèrbia l'any 1917, de fet, el seu avi, Sergey Viktorovich Troicki, era teòleg, professor i historiador de l'Església Ortodoxa, autor de diversos treballs sobre dret canònic ortodox i doctor en dret canònic (1961).
Es va casar amb Aleksandra Đorđević el 27 de novembre de 2016 i tenen una filla anomenada Irina.

## Palmarès

### Individual: 9 (3−6)
| Llegenda (pre/post 2009)                                 |
| -------------------------------------------------------- |
| Grand Slams (0−0)                                        |
| Tennis Masters Cup / ATP Finals (0−0)                    |
| ATP Masters Series / ATP World Tour Masters 1000 (0−0)   |
| ATP International Series Gold / ATP World Tour 500 (0−0) |
| ATP International Series / ATP World Tour 250 (3−6)      |

| Títols per superfície |
| --------------------- |
| Dura (3−5)            |
| Gespa (0−1)           |
| Terra batuda (0−0)    |

| Resultat  | Núm. | Data                 | Torneig                     | Superfície | Oponent               | Marcador         |
| --------- | ---- | -------------------- | --------------------------- | ---------- | --------------------- | ---------------- |
| Finalista | 1.   | 11 d'agost de 2008   | Washington DC, Estats Units | Dura       | Juan Martín del Potro | 3−6, 3−6         |
| Finalista | 2.   | 4 d'octubre de 2009  | Bangkok, Tailàndia          | Dura (i)   | Gilles Simon          | 5−7, 3−6         |
| Guanyador | 1.   | 24 d'octubre de 2010 | Moscou, Rússia              | Dura (i)   | Markos Bagdatís       | 3−6, 6−4, 6−3    |
| Finalista | 3.   | 15 de gener de 2011  | Sydney, Austràlia           | Dura       | Gilles Simon          | 5−7, 6−7(4)      |
| Finalista | 4.   | 23 d'octubre de 2011 | Moscou                      | Dura (i)   | Janko Tipsarević      | 4−6, 2−6         |
| Guanyador | 2.   | 17 de gener de 2015  | Sydney                      | Dura       | Mikhaïl Kukuixkin     | 6−2, 6−3         |
| Finalista | 5.   | 14 de juny de 2015   | Stuttgart, Alemanya         | Gespa      | Rafael Nadal          | 6−7(3), 3−6      |
| Guanyador | 3.   | 16 de gener de 2016  | Sydney (2)                  | Dura       | Grígor Dimitrov       | 2−6, 6−1, 7−6(7) |
| Finalista | 6.   | 7 de febrer de 2016  | Sofia, Bulgària             | Dura (i)   | Roberto Bautista Agut | 3−6, 4−6         |

### Dobles masculins: 4 (2−2)
| Llegenda                          |
| --------------------------------- |
| Grand Slams (0−0)                 |
| ATP Finals (0−0)                  |
| ATP World Tour Masters 1000 (0−0) |
| ATP World Tour 500 (0−0)          |
| ATP World Tour 250 (2−2)          |

| Títols per superfície |
| --------------------- |
| Dura (2−2)            |
| Gespa (0−0)           |
| Terra batuda (0−0)    |

| Resultat  | Núm. | Data                 | Torneig            | Superfície | Parella            | Oponents                       | Marcador    |
| --------- | ---- | -------------------- | ------------------ | ---------- | ------------------ | ------------------------------ | ----------- |
| Guanyador | 1.   | 3 d'octubre de 2010  | Bangkok, Tailàndia | Dura       | Christopher Kas    | Jonathan Erlich Jürgen Melzer  | 6−4, 6−4    |
| Finalista | 1.   | 24 d'octubre de 2010 | Moscou, Rússia     | Dura (i)   | Janko Tipsarević   | Igor Kunitsyn Dmitry Tursunov  | 6−7(8), 3−6 |
| Guanyador | 2.   | 12 de febrer de 2017 | Sofia, Bulgària    | Dura (i)   | Nenad Zimonjić     | Mikhail Elgin Andrey Kuznetsov | 6−4, 6−4    |
| Finalista | 2.   | 13 de gener de 2018  | Sydney, Austràlia  | Dura       | Jan-Lennard Struff | Łukasz Kubot Marcelo Melo      | 3−6, 4−6    |

### Equips: 4 (4−0)
| Resultat  | Núm. | Data                    | Torneig                            | Superfície   | Equip                                         | Oponents                                                               | Marcador |
| --------- | ---- | ----------------------- | ---------------------------------- | ------------ | --------------------------------------------- | ---------------------------------------------------------------------- | -------- |
| Guanyador | 1.   | 23 de maig de 2009      | Copa del Món, Düsseldorf, Alemanya | Terra batuda | Janko Tipsarević Nenad Zimonjić               | Nicolas Kiefer Philipp Kohlschreiber Rainer Schüttler Mischa Zverev    | 2−1      |
| Guanyador | 2.   | 3−5 de desembre de 2010 | Copa Davis, Belgrad, Sèrbia        | Dura (i)     | Novak Đoković Janko Tipsarević Nenad Zimonjić | Arnaud Clément Michaël Llodra Gaël Monfils Gilles Simon                | 3−2      |
| Guanyador | 3.   | 26 de maig de 2012      | Copa del Món, Düsseldorf (2)       | Terra batuda | Miki Janković Janko Tipsarević Nenad Zimonjić | Tomáš Berdych František Čermák Radek Štěpánek                          | 3−0      |
| Guanyador | 4.   | 12 de gener de 2020     | ATP Cup, Sydney, Austràlia         | Dura         | Nikola Čačić Novak Đoković Dušan Lajović      | Roberto Bautista Agut Pablo Carreño Busta Feliciano López Rafael Nadal | 2−1      |

## Trajectòria

### Individual
| Open d'Austràlia | A   | Q3  | 1R    | 2R          | 2R          | 3R          | 2R    | 1R          | A           | 3R          | 3R    | 3R          | 2R          | 2R          | Q2          | 1R  | 0 / 12    | 13 − 12   |
| Roland Garros | Q2  | Q2  | 1R    | 2R          | 3R          | 4R          | 2R    | 4R          | A           | 2R          | 4R    | 2R          | A           | Q3          | Q1          | Q2  | 0 / 9     | 15 − 9    |
| Wimbledon | Q1  | A   | 2R    | 3R          | 2R          | 2R          | 4R    | 3R          | A           | 4R          | 2R    | 1R          | A           | A           | NC          | Q2  | 0 / 9     | 14 − 9    |
| US Open | Q2  | Q1  | 3R    | 2R          | 1R          | 1R          | 1R    | A           | A           | 3R          | 2R    | 3R          | 1R          | A           | A           | A   | 0 / 9     | 8 − 9     |
| Jocs Olímpics | NC  | NC  | A     | No celebrat | No celebrat | No celebrat | 1R    | No celebrat | No celebrat | No celebrat | 1R    | No celebrat | No celebrat | No celebrat | No celebrat | A   | 0 / 2     | 0 − 2     |
| Total Victòries–Derrotes                                                                                                   | 1−1 | 5−7 | 21−20 | 32−29       | 37−30       | 40−26       | 26−29 | 19−19       | 8−4         | 35−28       | 34−29 | 24−28       | 6−13        | 4−4         | 1−2         | 1−4 | 294 − 273 | 294 − 273 |
| Rànquing a final d'any | 207 | 122 | 57    | 29          | 28          | 22          | 38    | 74          | 102         | 22          | 29    | 55          | 215         | 158         | 201         | 225 |           |           |
| Llegenda: G: Guanyador; F: Finalista; SF: Semifinalista; QF: Quarts de final; Q: Qualificació; A: Absent; RR: Round Robin; |     |     |       |             |             |             |       |             |             |             |       |             |             |             |             |     |           |           |

### Dobles masculins
| Open d'Austràlia | A   | A   | 1R          | 1R          | A           | A    | 1R          | A           | 1R          | 1R    | 2R          | 1R          | A           | A           | 0 / 7     | 1 − 7     |
| Roland Garros | A   | QF  | A           | 2R          | 2R          | A    | 2R          | A           | 1R          | 1R    | 1R          | A           | A           | A           | 0 / 7     | 6 − 7     |
| Wimbledon | A   | 2R  | 3R          | 1R          | A           | A    | 1R          | A           | 1R          | 2R    | A           | A           | A           | NC          | 0 / 6     | 4 − 6     |
| US Open | A   | 1R  | A           | 1R          | A           | 2R   | A           | A           | 1R          | 2R    | 1R          | 1R          | A           | A           | 0 / 7     | 2 − 7     |
| Jocs Olímpics | NC  | A   | No celebrat | No celebrat | No celebrat | 1R   | No celebrat | No celebrat | No celebrat | A     | No celebrat | No celebrat | No celebrat | No celebrat | 0 / 1     | 0 − 1     |
| Total Victòries–Derrotes                                                                                                   | 2−4 | 6−9 | 15−12       | 19−16       | 12−13       | 8−16 | 8−12        | 0−0         | 7−22        | 11−22 | 13−14       | 4−8         | 1−3         | 5−2         | 111 − 153 | 111 − 153 |
| Rànquing a final d'any | 259 | 146 | 70          | 55          | 75          | 118  | 161         | 1248        | 170         | 89    | 111         | 301         | 723         | 221         |           |           |
| Llegenda: G: Guanyador; F: Finalista; SF: Semifinalista; QF: Quarts de final; Q: Qualificació; A: Absent; RR: Round Robin; |     |     |             |             |             |      |             |             |             |       |             |             |             |             |           |           |